# Dąbrowa (Roztocze Zachodnie)
Dąbrowa – wzniesienie położone na Roztoczu, najwyższe na Roztoczu Zachodnim (wysokość 343,8 m n.p.m.). Znajduje się na terenie Szczebrzeszyńskiego Parku Krajobrazowego i jest zarazem najwyższym punktem wysokościowym tego parku.
Położone w woj. lubelskim, powiecie zamojskim, gminie Zwierzyniec.